# ميخائيل تومسون (مغني)
ميخائيل تومسون (بالإنجليزية: Michael Thompson)‏ هو مغني وكاتب أغاني أمريكي، ولد في 11 فبراير 1954 في بروكلين في الولايات المتحدة.

## وصلات خارجية
- الموقع الرسمي
- ميخائيل تومسون على موقع ميوزك برينز (الإنجليزية)
- ميخائيل تومسون على موقع أول ميوزيك (الإنجليزية)
- ميخائيل تومسون على موقع ديسكوغز (الإنجليزية)